# Lindevang
Lindevang – stacja metra w Kopenhadze, na linii M1 i linii M2. Zlokalizowana jest pomiędzy stacjami Flintholm i Fasanvej. Została otwarta 12 października 2003. Znajduje się tam gdzie linia metra przecina Dalgas Boulevard w Frederiksberg.

## Historia
Stacja Lindevang była wykorzystywana od dnia 13 grudnia 1986 r. do 1 stycznia 2000 jako przystanek na S-tog, na linii między Vanløse i Frederiksberg. Linia następnie przekształciła się w metro.